# Будково (Тосненский район)
Будково — упразднённая деревня на территории Любанского городского поселения Тосненского района Ленинградской области.

## История
Деревня Буткова упоминается на специальной карте западной части России Ф. Ф. Шуберта 1844 года.

БУТКОВО — деревня с усадьбой Ивановского сельского общества, прихода села Замостья.

Дворов крестьянских — 14. Строений — 47, в том числе жилых — 18.

Число жителей по семейным спискам 1879 г.: 25 м. п., 30 ж. п.; по приходским сведениям 1879 г.: 38 м. п., 39 ж. п. (1884 год)

В конце XIX — начале XX века деревня административно относилась к Пельгорской волости 1-го стана 1-го земского участка Новгородского уезда Новгородской губернии.

БУТКОВО — деревня Ивановского сельского общества, дворов — 17, жилых домов — 17, число жителей: 50 м. п., 40 ж. п. 

Занятия жителей — земледелие, отхожие промыслы. Река Чудля. Часовня, хлебозапасный магазин. (1907 год)

Согласно военно-топографической карте Петроградской и Новгородской губерний издания 1917 года деревня называлась Буткова и состояла из 6 крестьянских дворов.
С 1917 по 1927 год деревня входила в состав Любанской волости Новгородского уезда.
С 1927 года в составе Замостьевского сельсовета Любанского района.
С 1930 года в составе Тосненского района.
По данным 1933 года деревня Будково входила в состав Замостьевского сельсовета Тосненского района.

План деревни Будково. 1937 год

Согласно топографической карте 1937 года деревня насчитывала 21 крестьянский двор.
В 1940 году население деревни составляло 67 человек.
С 1 августа 1941 года по 31 декабря 1943 года деревня находилась в оккупации.  Согласно областным административно-территориальным данным «После войны не восстановлена».

## География
Деревня была расположена в восточной части района близ автодороги 41А-004 (Павлово — Мга — Луга). 
Деревня находилась близ правого берега реки Чудля.